# Constantin Müller
Constantin Müller, auch Konstantin Müller (* 1815 in Kassel; † 1849 in Ahrweiler, Rheinprovinz), war ein deutscher Kupferstecher und Radierer der Düsseldorfer Schule.

## Leben
Müller war Sohn des Hofmalers und Galeriedirektors Franz Hubert Müller. Wie auch sein älterer Bruder Andreas und sein jüngerer Bruder Karl besuchte er nach einer Ausbildung beim Vater ab 1835 die Kunstakademie Düsseldorf. An der Düsseldorfer Akademie war insbesondere der Kupferstecher Joseph Keller sein Lehrer. Müller wirkte als Stahl- und Kupferstecher sowie Radierer in Düsseldorf. Dort schuf er vor allem religiöse Druckgrafik nach Motiven von Künstlern nazarenischer Prägung sowie Porträts. Des Weiteren reproduzierte er Genremotive Düsseldorfer Maler. Müller starb, erst 34 Jahre alt, im elterlichen Haus Fechemer in Ahrweiler.
Ein weiterer Bruder Müllers war der Mathematiker und Physiker Johann Heinrich Jacob Müller.

## Werke (Auswahl)

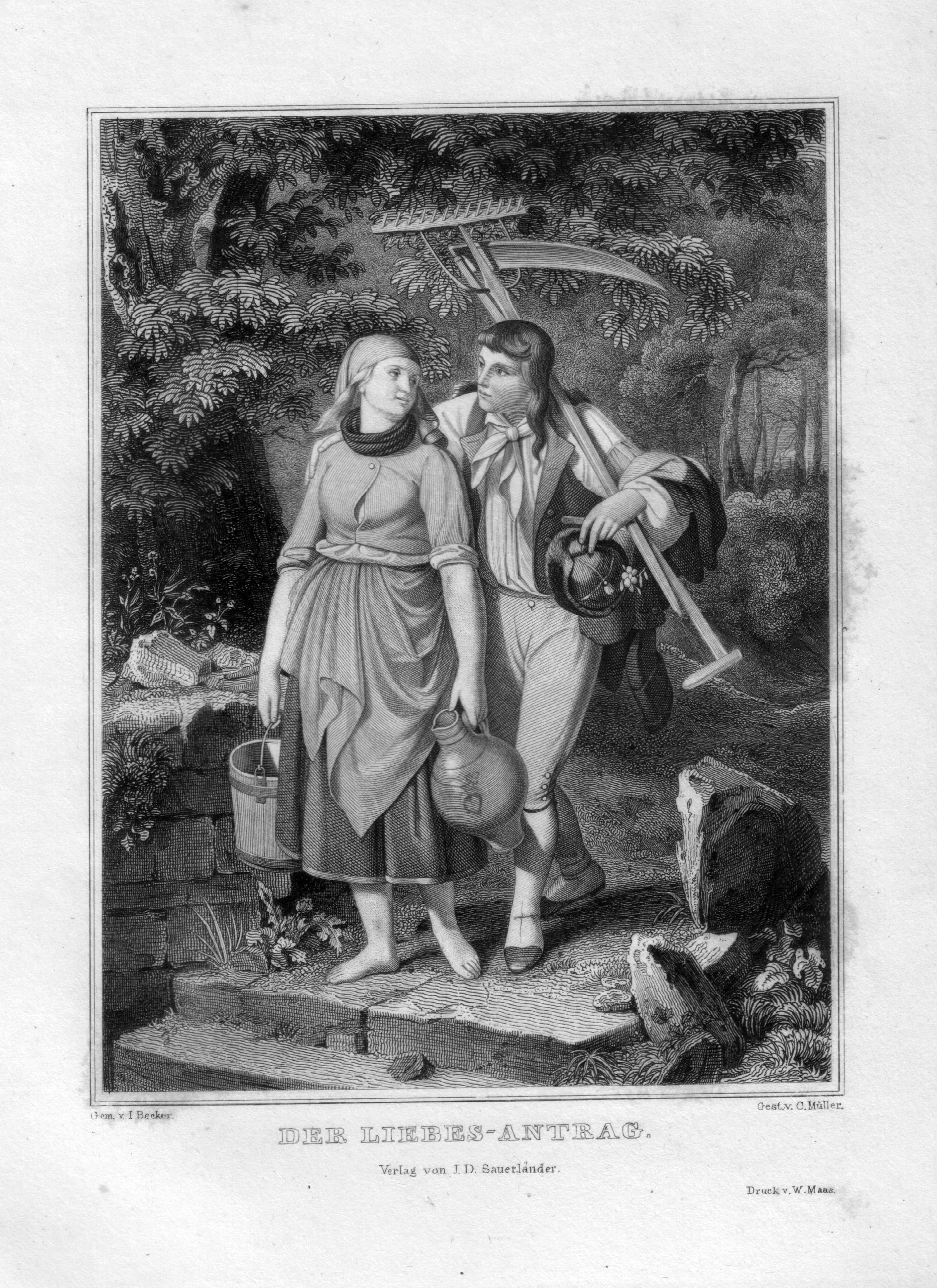
Der Liebes-Antrag, Stahlstich nach Jakob Becker von Worms

- Maria mit dem Kinde in einer Landschaft gehend nach Ernst Deger
- Maria mit dem Kinde als Himmelskönigin nach Ernst Deger
- Der Troubadour nach Robert Reinicks Lieder eines Malers
- Clemens August Droste zu Vischering nach Franz Ittenbach
- Joseph Görres nach Edward Steinle, 1839
- Friedrich Overbeck nach Julius Schnorr von Carolsfeld[3]
- Der Liebes-Antrag nach Jakob Becker von Worms